# Маргегај
Маргегај (алб. Margegaj) је насељено место у општини Тропоја у округу Кукеш, Албанија. Према попису из 1989. године било је 1.086 становника.
Маргегај су једно од насеља племена Краснићи.